# Сільська миша і міська миша: Різдвяна казка
«Сільська миша і міська миша: Різдвяна казка» (англ. «The Country Mouse and the City Mouse: A Christmas Tale») — анімаційний фільм режисера Майкла Спірна створений спеціально для Home Box Office, який вийшов в ефір в грудні 1993 року. Як підказує назва, історія є адаптацією езопової байки, дія якої розгортається під час Різдва.
Двох головних героїв спецвипуску, Емілі та Олександра, озвучили відповідно Крістал Гейл та Джон Літгоу. Пізніше головні герої з'являться у другій історії анімаційного серіалу «Пригоди сільської миші та міської миші», який також транслювався на HBO.

## Сюжет
На сільській фермі Джонсонів жінка-миша, на ім'я Емілі, про існування якої знають двоє дітей, на ім'я Петті та її молодший брат Кевін, вирішує поїхати до міста, щоб відвідати свого двоюрідного брата Олександра на Різдво. Однак шеф-кухар ресторану, в якому живе Олександр, встановив різноманітні антимишачі засоби, відлякуючи таким чином обох кузенів з ресторану. Дві миші повертаються до сільського будинку, щоб разом відсвяткувати Різдво.